# هاسل (برگن)
هاسل (به آلمانی: Hassel) یک منطقهٔ مسکونی در آلمان است که در برگن (منطقه سله) واقع شده‌است. هاسل ۲۱۷ نفر جمعیت دارد.